# رويري أوكونور
رويري أوكونور هو ممثل أيرلندي ولد في 9 يوليو 1990.

## روابط خارجية
- رويري أوكونور على موقع IMDb (الإنجليزية)
- رويري أوكونور على موقع ألو سيني (الفرنسية)
- رويري أوكونور على موقع قاعدة بيانات الفيلم (الإنجليزية)